# Перевага двох слонів
Перевага двох слонів — в шахах позиційна перевага наявності у однієї з сторін двох слонів, а в іншої — слона і коня або двох коней.
При цьому дії слонів повинні бути скоординовані, що можливо лише у відкритих позиціях, коли головні діагоналі вільні від пішаків. У позиціях закритого типу два слони можуть виявитися слабкіше двох коней або коня і слона.
Перевага двох слонів досягається в мітельшпілі або в ендшпілі і особливо явно проявляється при грі на двох флангах.
На силу двох слонів, розташованих на сусідніх діагоналях, звернув увагу ще Бернхард Горвиць. Згодом такі слони почали називати «слонами Горвиця». Пізніше, розглядаючи силу взаємодії двох слонів з більш широкої точки зору, Вільгельм Стейніц визначив її як «перевагу двох слонів».

## Приклад
|   | a | b | c | d | e | f | g | h |   |
| 8 | a8 чорна тура · f8 чорна тура · g8 чорний король · a7 чорний пішак · b7 чорний пішак · f7 чорний пішак · h7 чорний пішак · e6 чорний слон · b5 біла тура · e5 чорний слон · g5 чорний пішак · a3 білий пішак · c3 чорний ферзь · d3 білий слон · e3 білий пішак · d2 білий кінь · f2 білий пішак · g2 білий пішак · h2 білий пішак · b1 білий ферзь · e1 білий король · h1 біла тура | a8 чорна тура · f8 чорна тура · g8 чорний король · a7 чорний пішак · b7 чорний пішак · f7 чорний пішак · h7 чорний пішак · e6 чорний слон · b5 біла тура · e5 чорний слон · g5 чорний пішак · a3 білий пішак · c3 чорний ферзь · d3 білий слон · e3 білий пішак · d2 білий кінь · f2 білий пішак · g2 білий пішак · h2 білий пішак · b1 білий ферзь · e1 білий король · h1 біла тура | a8 чорна тура · f8 чорна тура · g8 чорний король · a7 чорний пішак · b7 чорний пішак · f7 чорний пішак · h7 чорний пішак · e6 чорний слон · b5 біла тура · e5 чорний слон · g5 чорний пішак · a3 білий пішак · c3 чорний ферзь · d3 білий слон · e3 білий пішак · d2 білий кінь · f2 білий пішак · g2 білий пішак · h2 білий пішак · b1 білий ферзь · e1 білий король · h1 біла тура | a8 чорна тура · f8 чорна тура · g8 чорний король · a7 чорний пішак · b7 чорний пішак · f7 чорний пішак · h7 чорний пішак · e6 чорний слон · b5 біла тура · e5 чорний слон · g5 чорний пішак · a3 білий пішак · c3 чорний ферзь · d3 білий слон · e3 білий пішак · d2 білий кінь · f2 білий пішак · g2 білий пішак · h2 білий пішак · b1 білий ферзь · e1 білий король · h1 біла тура | a8 чорна тура · f8 чорна тура · g8 чорний король · a7 чорний пішак · b7 чорний пішак · f7 чорний пішак · h7 чорний пішак · e6 чорний слон · b5 біла тура · e5 чорний слон · g5 чорний пішак · a3 білий пішак · c3 чорний ферзь · d3 білий слон · e3 білий пішак · d2 білий кінь · f2 білий пішак · g2 білий пішак · h2 білий пішак · b1 білий ферзь · e1 білий король · h1 біла тура | a8 чорна тура · f8 чорна тура · g8 чорний король · a7 чорний пішак · b7 чорний пішак · f7 чорний пішак · h7 чорний пішак · e6 чорний слон · b5 біла тура · e5 чорний слон · g5 чорний пішак · a3 білий пішак · c3 чорний ферзь · d3 білий слон · e3 білий пішак · d2 білий кінь · f2 білий пішак · g2 білий пішак · h2 білий пішак · b1 білий ферзь · e1 білий король · h1 біла тура | a8 чорна тура · f8 чорна тура · g8 чорний король · a7 чорний пішак · b7 чорний пішак · f7 чорний пішак · h7 чорний пішак · e6 чорний слон · b5 біла тура · e5 чорний слон · g5 чорний пішак · a3 білий пішак · c3 чорний ферзь · d3 білий слон · e3 білий пішак · d2 білий кінь · f2 білий пішак · g2 білий пішак · h2 білий пішак · b1 білий ферзь · e1 білий король · h1 біла тура | a8 чорна тура · f8 чорна тура · g8 чорний король · a7 чорний пішак · b7 чорний пішак · f7 чорний пішак · h7 чорний пішак · e6 чорний слон · b5 біла тура · e5 чорний слон · g5 чорний пішак · a3 білий пішак · c3 чорний ферзь · d3 білий слон · e3 білий пішак · d2 білий кінь · f2 білий пішак · g2 білий пішак · h2 білий пішак · b1 білий ферзь · e1 білий король · h1 біла тура | 8 |
| 7 | a8 чорна тура · f8 чорна тура · g8 чорний король · a7 чорний пішак · b7 чорний пішак · f7 чорний пішак · h7 чорний пішак · e6 чорний слон · b5 біла тура · e5 чорний слон · g5 чорний пішак · a3 білий пішак · c3 чорний ферзь · d3 білий слон · e3 білий пішак · d2 білий кінь · f2 білий пішак · g2 білий пішак · h2 білий пішак · b1 білий ферзь · e1 білий король · h1 біла тура | a8 чорна тура · f8 чорна тура · g8 чорний король · a7 чорний пішак · b7 чорний пішак · f7 чорний пішак · h7 чорний пішак · e6 чорний слон · b5 біла тура · e5 чорний слон · g5 чорний пішак · a3 білий пішак · c3 чорний ферзь · d3 білий слон · e3 білий пішак · d2 білий кінь · f2 білий пішак · g2 білий пішак · h2 білий пішак · b1 білий ферзь · e1 білий король · h1 біла тура | a8 чорна тура · f8 чорна тура · g8 чорний король · a7 чорний пішак · b7 чорний пішак · f7 чорний пішак · h7 чорний пішак · e6 чорний слон · b5 біла тура · e5 чорний слон · g5 чорний пішак · a3 білий пішак · c3 чорний ферзь · d3 білий слон · e3 білий пішак · d2 білий кінь · f2 білий пішак · g2 білий пішак · h2 білий пішак · b1 білий ферзь · e1 білий король · h1 біла тура | a8 чорна тура · f8 чорна тура · g8 чорний король · a7 чорний пішак · b7 чорний пішак · f7 чорний пішак · h7 чорний пішак · e6 чорний слон · b5 біла тура · e5 чорний слон · g5 чорний пішак · a3 білий пішак · c3 чорний ферзь · d3 білий слон · e3 білий пішак · d2 білий кінь · f2 білий пішак · g2 білий пішак · h2 білий пішак · b1 білий ферзь · e1 білий король · h1 біла тура | a8 чорна тура · f8 чорна тура · g8 чорний король · a7 чорний пішак · b7 чорний пішак · f7 чорний пішак · h7 чорний пішак · e6 чорний слон · b5 біла тура · e5 чорний слон · g5 чорний пішак · a3 білий пішак · c3 чорний ферзь · d3 білий слон · e3 білий пішак · d2 білий кінь · f2 білий пішак · g2 білий пішак · h2 білий пішак · b1 білий ферзь · e1 білий король · h1 біла тура | a8 чорна тура · f8 чорна тура · g8 чорний король · a7 чорний пішак · b7 чорний пішак · f7 чорний пішак · h7 чорний пішак · e6 чорний слон · b5 біла тура · e5 чорний слон · g5 чорний пішак · a3 білий пішак · c3 чорний ферзь · d3 білий слон · e3 білий пішак · d2 білий кінь · f2 білий пішак · g2 білий пішак · h2 білий пішак · b1 білий ферзь · e1 білий король · h1 біла тура | a8 чорна тура · f8 чорна тура · g8 чорний король · a7 чорний пішак · b7 чорний пішак · f7 чорний пішак · h7 чорний пішак · e6 чорний слон · b5 біла тура · e5 чорний слон · g5 чорний пішак · a3 білий пішак · c3 чорний ферзь · d3 білий слон · e3 білий пішак · d2 білий кінь · f2 білий пішак · g2 білий пішак · h2 білий пішак · b1 білий ферзь · e1 білий король · h1 біла тура | a8 чорна тура · f8 чорна тура · g8 чорний король · a7 чорний пішак · b7 чорний пішак · f7 чорний пішак · h7 чорний пішак · e6 чорний слон · b5 біла тура · e5 чорний слон · g5 чорний пішак · a3 білий пішак · c3 чорний ферзь · d3 білий слон · e3 білий пішак · d2 білий кінь · f2 білий пішак · g2 білий пішак · h2 білий пішак · b1 білий ферзь · e1 білий король · h1 біла тура | 7 |
| 6 | a8 чорна тура · f8 чорна тура · g8 чорний король · a7 чорний пішак · b7 чорний пішак · f7 чорний пішак · h7 чорний пішак · e6 чорний слон · b5 біла тура · e5 чорний слон · g5 чорний пішак · a3 білий пішак · c3 чорний ферзь · d3 білий слон · e3 білий пішак · d2 білий кінь · f2 білий пішак · g2 білий пішак · h2 білий пішак · b1 білий ферзь · e1 білий король · h1 біла тура | a8 чорна тура · f8 чорна тура · g8 чорний король · a7 чорний пішак · b7 чорний пішак · f7 чорний пішак · h7 чорний пішак · e6 чорний слон · b5 біла тура · e5 чорний слон · g5 чорний пішак · a3 білий пішак · c3 чорний ферзь · d3 білий слон · e3 білий пішак · d2 білий кінь · f2 білий пішак · g2 білий пішак · h2 білий пішак · b1 білий ферзь · e1 білий король · h1 біла тура | a8 чорна тура · f8 чорна тура · g8 чорний король · a7 чорний пішак · b7 чорний пішак · f7 чорний пішак · h7 чорний пішак · e6 чорний слон · b5 біла тура · e5 чорний слон · g5 чорний пішак · a3 білий пішак · c3 чорний ферзь · d3 білий слон · e3 білий пішак · d2 білий кінь · f2 білий пішак · g2 білий пішак · h2 білий пішак · b1 білий ферзь · e1 білий король · h1 біла тура | a8 чорна тура · f8 чорна тура · g8 чорний король · a7 чорний пішак · b7 чорний пішак · f7 чорний пішак · h7 чорний пішак · e6 чорний слон · b5 біла тура · e5 чорний слон · g5 чорний пішак · a3 білий пішак · c3 чорний ферзь · d3 білий слон · e3 білий пішак · d2 білий кінь · f2 білий пішак · g2 білий пішак · h2 білий пішак · b1 білий ферзь · e1 білий король · h1 біла тура | a8 чорна тура · f8 чорна тура · g8 чорний король · a7 чорний пішак · b7 чорний пішак · f7 чорний пішак · h7 чорний пішак · e6 чорний слон · b5 біла тура · e5 чорний слон · g5 чорний пішак · a3 білий пішак · c3 чорний ферзь · d3 білий слон · e3 білий пішак · d2 білий кінь · f2 білий пішак · g2 білий пішак · h2 білий пішак · b1 білий ферзь · e1 білий король · h1 біла тура | a8 чорна тура · f8 чорна тура · g8 чорний король · a7 чорний пішак · b7 чорний пішак · f7 чорний пішак · h7 чорний пішак · e6 чорний слон · b5 біла тура · e5 чорний слон · g5 чорний пішак · a3 білий пішак · c3 чорний ферзь · d3 білий слон · e3 білий пішак · d2 білий кінь · f2 білий пішак · g2 білий пішак · h2 білий пішак · b1 білий ферзь · e1 білий король · h1 біла тура | a8 чорна тура · f8 чорна тура · g8 чорний король · a7 чорний пішак · b7 чорний пішак · f7 чорний пішак · h7 чорний пішак · e6 чорний слон · b5 біла тура · e5 чорний слон · g5 чорний пішак · a3 білий пішак · c3 чорний ферзь · d3 білий слон · e3 білий пішак · d2 білий кінь · f2 білий пішак · g2 білий пішак · h2 білий пішак · b1 білий ферзь · e1 білий король · h1 біла тура | a8 чорна тура · f8 чорна тура · g8 чорний король · a7 чорний пішак · b7 чорний пішак · f7 чорний пішак · h7 чорний пішак · e6 чорний слон · b5 біла тура · e5 чорний слон · g5 чорний пішак · a3 білий пішак · c3 чорний ферзь · d3 білий слон · e3 білий пішак · d2 білий кінь · f2 білий пішак · g2 білий пішак · h2 білий пішак · b1 білий ферзь · e1 білий король · h1 біла тура | 6 |
| 5 | a8 чорна тура · f8 чорна тура · g8 чорний король · a7 чорний пішак · b7 чорний пішак · f7 чорний пішак · h7 чорний пішак · e6 чорний слон · b5 біла тура · e5 чорний слон · g5 чорний пішак · a3 білий пішак · c3 чорний ферзь · d3 білий слон · e3 білий пішак · d2 білий кінь · f2 білий пішак · g2 білий пішак · h2 білий пішак · b1 білий ферзь · e1 білий король · h1 біла тура | a8 чорна тура · f8 чорна тура · g8 чорний король · a7 чорний пішак · b7 чорний пішак · f7 чорний пішак · h7 чорний пішак · e6 чорний слон · b5 біла тура · e5 чорний слон · g5 чорний пішак · a3 білий пішак · c3 чорний ферзь · d3 білий слон · e3 білий пішак · d2 білий кінь · f2 білий пішак · g2 білий пішак · h2 білий пішак · b1 білий ферзь · e1 білий король · h1 біла тура | a8 чорна тура · f8 чорна тура · g8 чорний король · a7 чорний пішак · b7 чорний пішак · f7 чорний пішак · h7 чорний пішак · e6 чорний слон · b5 біла тура · e5 чорний слон · g5 чорний пішак · a3 білий пішак · c3 чорний ферзь · d3 білий слон · e3 білий пішак · d2 білий кінь · f2 білий пішак · g2 білий пішак · h2 білий пішак · b1 білий ферзь · e1 білий король · h1 біла тура | a8 чорна тура · f8 чорна тура · g8 чорний король · a7 чорний пішак · b7 чорний пішак · f7 чорний пішак · h7 чорний пішак · e6 чорний слон · b5 біла тура · e5 чорний слон · g5 чорний пішак · a3 білий пішак · c3 чорний ферзь · d3 білий слон · e3 білий пішак · d2 білий кінь · f2 білий пішак · g2 білий пішак · h2 білий пішак · b1 білий ферзь · e1 білий король · h1 біла тура | a8 чорна тура · f8 чорна тура · g8 чорний король · a7 чорний пішак · b7 чорний пішак · f7 чорний пішак · h7 чорний пішак · e6 чорний слон · b5 біла тура · e5 чорний слон · g5 чорний пішак · a3 білий пішак · c3 чорний ферзь · d3 білий слон · e3 білий пішак · d2 білий кінь · f2 білий пішак · g2 білий пішак · h2 білий пішак · b1 білий ферзь · e1 білий король · h1 біла тура | a8 чорна тура · f8 чорна тура · g8 чорний король · a7 чорний пішак · b7 чорний пішак · f7 чорний пішак · h7 чорний пішак · e6 чорний слон · b5 біла тура · e5 чорний слон · g5 чорний пішак · a3 білий пішак · c3 чорний ферзь · d3 білий слон · e3 білий пішак · d2 білий кінь · f2 білий пішак · g2 білий пішак · h2 білий пішак · b1 білий ферзь · e1 білий король · h1 біла тура | a8 чорна тура · f8 чорна тура · g8 чорний король · a7 чорний пішак · b7 чорний пішак · f7 чорний пішак · h7 чорний пішак · e6 чорний слон · b5 біла тура · e5 чорний слон · g5 чорний пішак · a3 білий пішак · c3 чорний ферзь · d3 білий слон · e3 білий пішак · d2 білий кінь · f2 білий пішак · g2 білий пішак · h2 білий пішак · b1 білий ферзь · e1 білий король · h1 біла тура | a8 чорна тура · f8 чорна тура · g8 чорний король · a7 чорний пішак · b7 чорний пішак · f7 чорний пішак · h7 чорний пішак · e6 чорний слон · b5 біла тура · e5 чорний слон · g5 чорний пішак · a3 білий пішак · c3 чорний ферзь · d3 білий слон · e3 білий пішак · d2 білий кінь · f2 білий пішак · g2 білий пішак · h2 білий пішак · b1 білий ферзь · e1 білий король · h1 біла тура | 5 |
| 4 | a8 чорна тура · f8 чорна тура · g8 чорний король · a7 чорний пішак · b7 чорний пішак · f7 чорний пішак · h7 чорний пішак · e6 чорний слон · b5 біла тура · e5 чорний слон · g5 чорний пішак · a3 білий пішак · c3 чорний ферзь · d3 білий слон · e3 білий пішак · d2 білий кінь · f2 білий пішак · g2 білий пішак · h2 білий пішак · b1 білий ферзь · e1 білий король · h1 біла тура | a8 чорна тура · f8 чорна тура · g8 чорний король · a7 чорний пішак · b7 чорний пішак · f7 чорний пішак · h7 чорний пішак · e6 чорний слон · b5 біла тура · e5 чорний слон · g5 чорний пішак · a3 білий пішак · c3 чорний ферзь · d3 білий слон · e3 білий пішак · d2 білий кінь · f2 білий пішак · g2 білий пішак · h2 білий пішак · b1 білий ферзь · e1 білий король · h1 біла тура | a8 чорна тура · f8 чорна тура · g8 чорний король · a7 чорний пішак · b7 чорний пішак · f7 чорний пішак · h7 чорний пішак · e6 чорний слон · b5 біла тура · e5 чорний слон · g5 чорний пішак · a3 білий пішак · c3 чорний ферзь · d3 білий слон · e3 білий пішак · d2 білий кінь · f2 білий пішак · g2 білий пішак · h2 білий пішак · b1 білий ферзь · e1 білий король · h1 біла тура | a8 чорна тура · f8 чорна тура · g8 чорний король · a7 чорний пішак · b7 чорний пішак · f7 чорний пішак · h7 чорний пішак · e6 чорний слон · b5 біла тура · e5 чорний слон · g5 чорний пішак · a3 білий пішак · c3 чорний ферзь · d3 білий слон · e3 білий пішак · d2 білий кінь · f2 білий пішак · g2 білий пішак · h2 білий пішак · b1 білий ферзь · e1 білий король · h1 біла тура | a8 чорна тура · f8 чорна тура · g8 чорний король · a7 чорний пішак · b7 чорний пішак · f7 чорний пішак · h7 чорний пішак · e6 чорний слон · b5 біла тура · e5 чорний слон · g5 чорний пішак · a3 білий пішак · c3 чорний ферзь · d3 білий слон · e3 білий пішак · d2 білий кінь · f2 білий пішак · g2 білий пішак · h2 білий пішак · b1 білий ферзь · e1 білий король · h1 біла тура | a8 чорна тура · f8 чорна тура · g8 чорний король · a7 чорний пішак · b7 чорний пішак · f7 чорний пішак · h7 чорний пішак · e6 чорний слон · b5 біла тура · e5 чорний слон · g5 чорний пішак · a3 білий пішак · c3 чорний ферзь · d3 білий слон · e3 білий пішак · d2 білий кінь · f2 білий пішак · g2 білий пішак · h2 білий пішак · b1 білий ферзь · e1 білий король · h1 біла тура | a8 чорна тура · f8 чорна тура · g8 чорний король · a7 чорний пішак · b7 чорний пішак · f7 чорний пішак · h7 чорний пішак · e6 чорний слон · b5 біла тура · e5 чорний слон · g5 чорний пішак · a3 білий пішак · c3 чорний ферзь · d3 білий слон · e3 білий пішак · d2 білий кінь · f2 білий пішак · g2 білий пішак · h2 білий пішак · b1 білий ферзь · e1 білий король · h1 біла тура | a8 чорна тура · f8 чорна тура · g8 чорний король · a7 чорний пішак · b7 чорний пішак · f7 чорний пішак · h7 чорний пішак · e6 чорний слон · b5 біла тура · e5 чорний слон · g5 чорний пішак · a3 білий пішак · c3 чорний ферзь · d3 білий слон · e3 білий пішак · d2 білий кінь · f2 білий пішак · g2 білий пішак · h2 білий пішак · b1 білий ферзь · e1 білий король · h1 біла тура | 4 |
| 3 | a8 чорна тура · f8 чорна тура · g8 чорний король · a7 чорний пішак · b7 чорний пішак · f7 чорний пішак · h7 чорний пішак · e6 чорний слон · b5 біла тура · e5 чорний слон · g5 чорний пішак · a3 білий пішак · c3 чорний ферзь · d3 білий слон · e3 білий пішак · d2 білий кінь · f2 білий пішак · g2 білий пішак · h2 білий пішак · b1 білий ферзь · e1 білий король · h1 біла тура | a8 чорна тура · f8 чорна тура · g8 чорний король · a7 чорний пішак · b7 чорний пішак · f7 чорний пішак · h7 чорний пішак · e6 чорний слон · b5 біла тура · e5 чорний слон · g5 чорний пішак · a3 білий пішак · c3 чорний ферзь · d3 білий слон · e3 білий пішак · d2 білий кінь · f2 білий пішак · g2 білий пішак · h2 білий пішак · b1 білий ферзь · e1 білий король · h1 біла тура | a8 чорна тура · f8 чорна тура · g8 чорний король · a7 чорний пішак · b7 чорний пішак · f7 чорний пішак · h7 чорний пішак · e6 чорний слон · b5 біла тура · e5 чорний слон · g5 чорний пішак · a3 білий пішак · c3 чорний ферзь · d3 білий слон · e3 білий пішак · d2 білий кінь · f2 білий пішак · g2 білий пішак · h2 білий пішак · b1 білий ферзь · e1 білий король · h1 біла тура | a8 чорна тура · f8 чорна тура · g8 чорний король · a7 чорний пішак · b7 чорний пішак · f7 чорний пішак · h7 чорний пішак · e6 чорний слон · b5 біла тура · e5 чорний слон · g5 чорний пішак · a3 білий пішак · c3 чорний ферзь · d3 білий слон · e3 білий пішак · d2 білий кінь · f2 білий пішак · g2 білий пішак · h2 білий пішак · b1 білий ферзь · e1 білий король · h1 біла тура | a8 чорна тура · f8 чорна тура · g8 чорний король · a7 чорний пішак · b7 чорний пішак · f7 чорний пішак · h7 чорний пішак · e6 чорний слон · b5 біла тура · e5 чорний слон · g5 чорний пішак · a3 білий пішак · c3 чорний ферзь · d3 білий слон · e3 білий пішак · d2 білий кінь · f2 білий пішак · g2 білий пішак · h2 білий пішак · b1 білий ферзь · e1 білий король · h1 біла тура | a8 чорна тура · f8 чорна тура · g8 чорний король · a7 чорний пішак · b7 чорний пішак · f7 чорний пішак · h7 чорний пішак · e6 чорний слон · b5 біла тура · e5 чорний слон · g5 чорний пішак · a3 білий пішак · c3 чорний ферзь · d3 білий слон · e3 білий пішак · d2 білий кінь · f2 білий пішак · g2 білий пішак · h2 білий пішак · b1 білий ферзь · e1 білий король · h1 біла тура | a8 чорна тура · f8 чорна тура · g8 чорний король · a7 чорний пішак · b7 чорний пішак · f7 чорний пішак · h7 чорний пішак · e6 чорний слон · b5 біла тура · e5 чорний слон · g5 чорний пішак · a3 білий пішак · c3 чорний ферзь · d3 білий слон · e3 білий пішак · d2 білий кінь · f2 білий пішак · g2 білий пішак · h2 білий пішак · b1 білий ферзь · e1 білий король · h1 біла тура | a8 чорна тура · f8 чорна тура · g8 чорний король · a7 чорний пішак · b7 чорний пішак · f7 чорний пішак · h7 чорний пішак · e6 чорний слон · b5 біла тура · e5 чорний слон · g5 чорний пішак · a3 білий пішак · c3 чорний ферзь · d3 білий слон · e3 білий пішак · d2 білий кінь · f2 білий пішак · g2 білий пішак · h2 білий пішак · b1 білий ферзь · e1 білий король · h1 біла тура | 3 |
| 2 | a8 чорна тура · f8 чорна тура · g8 чорний король · a7 чорний пішак · b7 чорний пішак · f7 чорний пішак · h7 чорний пішак · e6 чорний слон · b5 біла тура · e5 чорний слон · g5 чорний пішак · a3 білий пішак · c3 чорний ферзь · d3 білий слон · e3 білий пішак · d2 білий кінь · f2 білий пішак · g2 білий пішак · h2 білий пішак · b1 білий ферзь · e1 білий король · h1 біла тура | a8 чорна тура · f8 чорна тура · g8 чорний король · a7 чорний пішак · b7 чорний пішак · f7 чорний пішак · h7 чорний пішак · e6 чорний слон · b5 біла тура · e5 чорний слон · g5 чорний пішак · a3 білий пішак · c3 чорний ферзь · d3 білий слон · e3 білий пішак · d2 білий кінь · f2 білий пішак · g2 білий пішак · h2 білий пішак · b1 білий ферзь · e1 білий король · h1 біла тура | a8 чорна тура · f8 чорна тура · g8 чорний король · a7 чорний пішак · b7 чорний пішак · f7 чорний пішак · h7 чорний пішак · e6 чорний слон · b5 біла тура · e5 чорний слон · g5 чорний пішак · a3 білий пішак · c3 чорний ферзь · d3 білий слон · e3 білий пішак · d2 білий кінь · f2 білий пішак · g2 білий пішак · h2 білий пішак · b1 білий ферзь · e1 білий король · h1 біла тура | a8 чорна тура · f8 чорна тура · g8 чорний король · a7 чорний пішак · b7 чорний пішак · f7 чорний пішак · h7 чорний пішак · e6 чорний слон · b5 біла тура · e5 чорний слон · g5 чорний пішак · a3 білий пішак · c3 чорний ферзь · d3 білий слон · e3 білий пішак · d2 білий кінь · f2 білий пішак · g2 білий пішак · h2 білий пішак · b1 білий ферзь · e1 білий король · h1 біла тура | a8 чорна тура · f8 чорна тура · g8 чорний король · a7 чорний пішак · b7 чорний пішак · f7 чорний пішак · h7 чорний пішак · e6 чорний слон · b5 біла тура · e5 чорний слон · g5 чорний пішак · a3 білий пішак · c3 чорний ферзь · d3 білий слон · e3 білий пішак · d2 білий кінь · f2 білий пішак · g2 білий пішак · h2 білий пішак · b1 білий ферзь · e1 білий король · h1 біла тура | a8 чорна тура · f8 чорна тура · g8 чорний король · a7 чорний пішак · b7 чорний пішак · f7 чорний пішак · h7 чорний пішак · e6 чорний слон · b5 біла тура · e5 чорний слон · g5 чорний пішак · a3 білий пішак · c3 чорний ферзь · d3 білий слон · e3 білий пішак · d2 білий кінь · f2 білий пішак · g2 білий пішак · h2 білий пішак · b1 білий ферзь · e1 білий король · h1 біла тура | a8 чорна тура · f8 чорна тура · g8 чорний король · a7 чорний пішак · b7 чорний пішак · f7 чорний пішак · h7 чорний пішак · e6 чорний слон · b5 біла тура · e5 чорний слон · g5 чорний пішак · a3 білий пішак · c3 чорний ферзь · d3 білий слон · e3 білий пішак · d2 білий кінь · f2 білий пішак · g2 білий пішак · h2 білий пішак · b1 білий ферзь · e1 білий король · h1 біла тура | a8 чорна тура · f8 чорна тура · g8 чорний король · a7 чорний пішак · b7 чорний пішак · f7 чорний пішак · h7 чорний пішак · e6 чорний слон · b5 біла тура · e5 чорний слон · g5 чорний пішак · a3 білий пішак · c3 чорний ферзь · d3 білий слон · e3 білий пішак · d2 білий кінь · f2 білий пішак · g2 білий пішак · h2 білий пішак · b1 білий ферзь · e1 білий король · h1 біла тура | 2 |
| 1 | a8 чорна тура · f8 чорна тура · g8 чорний король · a7 чорний пішак · b7 чорний пішак · f7 чорний пішак · h7 чорний пішак · e6 чорний слон · b5 біла тура · e5 чорний слон · g5 чорний пішак · a3 білий пішак · c3 чорний ферзь · d3 білий слон · e3 білий пішак · d2 білий кінь · f2 білий пішак · g2 білий пішак · h2 білий пішак · b1 білий ферзь · e1 білий король · h1 біла тура | a8 чорна тура · f8 чорна тура · g8 чорний король · a7 чорний пішак · b7 чорний пішак · f7 чорний пішак · h7 чорний пішак · e6 чорний слон · b5 біла тура · e5 чорний слон · g5 чорний пішак · a3 білий пішак · c3 чорний ферзь · d3 білий слон · e3 білий пішак · d2 білий кінь · f2 білий пішак · g2 білий пішак · h2 білий пішак · b1 білий ферзь · e1 білий король · h1 біла тура | a8 чорна тура · f8 чорна тура · g8 чорний король · a7 чорний пішак · b7 чорний пішак · f7 чорний пішак · h7 чорний пішак · e6 чорний слон · b5 біла тура · e5 чорний слон · g5 чорний пішак · a3 білий пішак · c3 чорний ферзь · d3 білий слон · e3 білий пішак · d2 білий кінь · f2 білий пішак · g2 білий пішак · h2 білий пішак · b1 білий ферзь · e1 білий король · h1 біла тура | a8 чорна тура · f8 чорна тура · g8 чорний король · a7 чорний пішак · b7 чорний пішак · f7 чорний пішак · h7 чорний пішак · e6 чорний слон · b5 біла тура · e5 чорний слон · g5 чорний пішак · a3 білий пішак · c3 чорний ферзь · d3 білий слон · e3 білий пішак · d2 білий кінь · f2 білий пішак · g2 білий пішак · h2 білий пішак · b1 білий ферзь · e1 білий король · h1 біла тура | a8 чорна тура · f8 чорна тура · g8 чорний король · a7 чорний пішак · b7 чорний пішак · f7 чорний пішак · h7 чорний пішак · e6 чорний слон · b5 біла тура · e5 чорний слон · g5 чорний пішак · a3 білий пішак · c3 чорний ферзь · d3 білий слон · e3 білий пішак · d2 білий кінь · f2 білий пішак · g2 білий пішак · h2 білий пішак · b1 білий ферзь · e1 білий король · h1 біла тура | a8 чорна тура · f8 чорна тура · g8 чорний король · a7 чорний пішак · b7 чорний пішак · f7 чорний пішак · h7 чорний пішак · e6 чорний слон · b5 біла тура · e5 чорний слон · g5 чорний пішак · a3 білий пішак · c3 чорний ферзь · d3 білий слон · e3 білий пішак · d2 білий кінь · f2 білий пішак · g2 білий пішак · h2 білий пішак · b1 білий ферзь · e1 білий король · h1 біла тура | a8 чорна тура · f8 чорна тура · g8 чорний король · a7 чорний пішак · b7 чорний пішак · f7 чорний пішак · h7 чорний пішак · e6 чорний слон · b5 біла тура · e5 чорний слон · g5 чорний пішак · a3 білий пішак · c3 чорний ферзь · d3 білий слон · e3 білий пішак · d2 білий кінь · f2 білий пішак · g2 білий пішак · h2 білий пішак · b1 білий ферзь · e1 білий король · h1 біла тура | a8 чорна тура · f8 чорна тура · g8 чорний король · a7 чорний пішак · b7 чорний пішак · f7 чорний пішак · h7 чорний пішак · e6 чорний слон · b5 біла тура · e5 чорний слон · g5 чорний пішак · a3 білий пішак · c3 чорний ферзь · d3 білий слон · e3 білий пішак · d2 білий кінь · f2 білий пішак · g2 білий пішак · h2 білий пішак · b1 білий ферзь · e1 білий король · h1 біла тура | 1 |
|   | a | b | c | d | e | f | g | h |   |

19 ... Лfd8 
20. Кре2 
Чорні збільшують свою позиційну перевагу, позбавляючи рокіровки білого короля.
20 ... Сf5
У гру вступають слони. Погрожуючи білим тактичними операціями, вони послаблюють їхню позицію.
21. e4 Сf4
22. Лd1 Ce6
23. g3 Ca2!
Маневр чорного слона з королівського на ферзевий фланг увінчався виграшем якості.
24. Лb3 Ф: b3
25. K: b3 C: b1
І чорні реалізували свою матеріальну перевагу.